# Giovanni Battista Viotti
Giovanni Battista Viotti (Fontanetto Po, 12 de maio de 1755 – Londres, 3 de março de 1824) foi um compositor, maestro e violinista da Itália.

## Vida
Revelando talento musical desde cedo, foi recebido pelo príncipe Alfonso dal Pozzo della Cisterna em Turim para estudar, aperfeiçoando-se mais tarde com Gaetano Pugnani. Serviu na corte de Savoia e deu concertos itinerantes como virtuoso do violino pela Itália até se mudar para Paris. Ali sua primeira aparição pública foi nos Concerts Spirituels de 1782, conhecendo sucesso imediato, sendo contratado pela corte de Versalhes. Depois entrou no serviço do conde de Artois, irmão do rei, para quem trabalhou como diretor do teatro de ópera, onde montou várias obras de Luigi Cherubini.
Com a Revolução Francesa suas ligações com a realeza tornaram perigosa sua permanência na França, e ele se mudou para a Inglaterra em 1792, onde seu sucesso foi ainda maior, dando concertos e recitais como solista e atuando como empresário de óperas. Quando as relações entre a Inglaterra e a França se deterioraram, foi acusado de jacobinismo e expulso do país. Mais tarde foi-lhe permitido voltar, mas então abandonou a carreira de solista para dedicar-se aos negócios. Foi um dos fundadores da Royal Philharmonic Society, mas então seus negócios faliram, e ele voltou para Paris, trabalhando ente 1819 e 1821 como diretor musical da Académie Royale de Musique. Voltando a Londres para visitar amigos, ali faleceu.
Viotti foi um grande violinista, mas deixou poucos alunos, entre eles Pierre Rode, August Duranowski e Pierre Baillot, e foi uma influência para Rodolphe Kreutzer. Tocava em um violino Stradivarius, hoje conhecido como Stradivarius Viotti. Entre suas composições mais notáveis estão os concertos para seu instrumento, que influíram na produção de Beethoven. Também deixou quartetos de cordas, canções, sonatas e música de câmara em várias formações.